# 오카이 요쿠쉴루
오카이 요쿠쉴루(튀르키예어: Okay Yokuşlu, 1994년 3월 9일 ~ )는 튀르키예의 축구 선수로, 현재 쉬페르리그의 트라브존스포르와 튀르키예 국가대표팀에서 수비형 미드필더로 활약하고 있다.

## 구단 경력
2011년 6월 27일, 그는 17세의 나이로, 100만 유로의 최고 이적료로 카이세리스포르로 이적했다. 그는 2011년 9월 16일, 카이세리스포르가 안탈리아스포르에 1-0으로 이긴 선발 라인업에서 쉬페르리그 데뷔 전을 치렀다.
2021년 2월 1일, 요쿠쉴루는 2020-21년 시즌 잔여 기간 동안 RC 셀타 비고에서 임대로 잉글랜드의 웨스트브로미치 앨비언에 입단했다. 6일 후, 그는 토트넘 홋스퍼와의 원정 경기에서 로메인 소이어스와 교체되어 앨비언 데뷔 전을 치렀다.
2022년 1월 26일, 요쿠쉴루는 6월까지 라리가의 헤타페로 임대 이적하였다.
2022년 7월 18일, 요쿠쉴루는 셀타 비고를 떠난 후 3년 계약으로 현재의 EFL 챔피언십 클럽인 웨스트브로미치 앨비언으로 복귀했다. 2022년 11월 1일, 1-0으로 이긴 블랙풀과의 홈 경기에서 첫 골을 넣었다. 2023년 5월 5일, 요쿠쉴루는 웨스트브로미치의 2022-23년 올해의 선수상을 클럽에서의 첫 풀 시즌에 수상했다.
2024년 7월 31일, 요쿠쉴루는 공개되지 않은 이적료로 쉬페르리그 클럽 트라브존스포르로 복귀했다.

## 국가대표팀 경력
오카이는 2013년 FIFA U-20 월드컵에서 튀르키예 U-20 국가대표팀에 발탁되었다. 그는 "23미터 25야드 지점에서 착지한 골키퍼를 제치고 멋진 판정을 받은 칩"을 득점하여 개최국 오스트레일리아를 2-1로 패배시키고 대회 16강 진출을 확정지었다.
2015년 11월 6일, 요쿠쉴루는 튀르키예 국가대표팀에 발탁되어 카타르와 그리스와의 친선 경기를 치렀다. 그는 0-0으로 비긴 그리스와의 경기에서 데뷔 전을 치렀다.
2021년 6월, 그는 UEFA 유로 2020에 출전할 26명의 튀르키예 선수 명단에 포함되었다.
2024년 6월 7일, 그는 빈첸초 몬텔라가 UEFA 유로 2024에 출전하기 위해 선정한 최종 26명의 선수 명단에 이름을 올렸다.